# Selenzowo (Kaliningrad, Tschernjachowsk)
Selenzowo (russisch Зеленцово, deutsch Obehlischken, 1938–1945 Schulzenhof, litauisch Obeliškiai) ist ein Ort in der russischen Oblast Kaliningrad. Er gehört zur kommunalen Selbstverwaltungseinheit Stadtkreis Tschernjachowsk im Rajon Tschernjachowsk.

## Geographische Lage
Selenzowo liegt an der Auxinne (1938–1945 Goldfließ, heute russisch: Golubaja), 15 Kilometer südwestlich des Rajonzentrums Tschernjachowsk (Insterburg). Durch den Ort verläuft die Kommunalstraße 27K-142 von Podgornoje (Wiepeningken/Staatshausen) an der Föderalstraße A229 (auch Europastraße 28, früher Reichsstraße 1) zur Bahnstation Ugrjumowo-Nowoje (Matheningken/Mattenau) an der Bahnstrecke Tschernjachowsk–Schelesnodoroschny (Insterburg–Gerdauen), auf der allerdings seit 2009 der Personenverkehr eingestellt ist. Die nächste Bahnstation in Betrieb ist Pastuchowo-Nowoje (Waldhausen) an der Bahnstrecke Kaliningrad–Tschernyschewskoje (Königsberg–Eydtkuhnen/Eydtkau), einem Teilstück der früheren Preußischen Ostbahn, zur Weiterfahrt nach Litauen und in das russische Kernland.

## Geschichte
Die Gründung des einstigen Dorfes Abelischken lag vor 1539. Im Jahre 1642 wurde erwähnt, dass der Ort kein Schatulldorf mehr ist. 1664 wurde Abelischken dem Besitzer von Althof-Didlacken (1938–1945 Dittlacken, heute russisch: Telmanowo) Pierre de la Carve verpfändet, und 1731 erbte der König von Preußen das Dorf. 1785 wurde der Ort als Königliches Bauerndorf mit 29 Feuerstellen erwähnt.
Am 11. März 1874 wurde Obehlischken Sitz und namensgebender Ort eines Amtsbezirks, der bis 1945 zum Kreis Insterburg im Regierungsbezirk Gumbinnen der preußischen Provinz Ostpreußen gehörte, und 1846 wurde der Ort, der bisher in das Kirchspiel der Kirche Norkitten (heute russisch: Meschduretschje) eingepfarrt war, selber Kirchdorf. Am 3. Juni 1938 (mit amtlicher Bestätigung vom 16. Juli 1938) wurde Obehlischken aus politisch-ideologischen Gründen in „Schulzenhof“ umbenannt. 
In Kriegsfolge kam der Ort 1945 mit dem nördlichen Ostpreußen zur Sowjetunion. 1947 erhielt er die russische Bezeichnung Selenzowo und wurde gleichzeitig dem Dorfsowjet Bereschkowski selski Sowet im Rajon Tschernjachowsk zugeordnet. Von 2008 bis 2015 gehörte Selenzowo zur Landgemeinde Swobodnenskoje selskoje posselenije und seither zum Stadtkreis Tschernjachowsk.

### Einwohnerentwicklung
| Jahr | Einwohner |
| ---- | --------- |
| 1910 | 332       |
| 1933 | 481       |
| 1939 | 436       |
| 2002 | 98        |
| 2010 | 102       |

### Amtsbezirk Obehlischen (Schulzenhof) 1874–1945
Bei der Errichtung des Amtsbezirks Obehlischken im Jahre 1874 wurden zehn Landgemeinden (LG) und drei Gutsbezirke (GB) eingegliedert:
| Name                                        | Änderungsname (1938–1946) | Russischer Name  | Bemerkungen                                  |
| ------------------------------------------- | ------------------------- | ---------------- | -------------------------------------------- |
| Ackmenischken (LG),Ksp. Obehlischken        | Sittenfelde               | Udanoje          |                                              |
| Eszeratschen, 1936–1938: Escheratschen (LG) | Eschenhang                | Losowoje         |                                              |
| Groß Auxkallen (LG)                         |                           |                  | 1913 in die LG Friedensfelde eingegliedert   |
| Groß Wittgirren (LG)                        | seit 1928: Mittenwalde    | Rodnikowo        |                                              |
| Klein Auxkallen (LG)                        |                           |                  | 1913 in die LG Friedensfelde eingegliedert   |
| Klein Wittgirren (GB)                       | Kleinwittgern             |                  | 1928 in die LG Groß Wittgirren eingegliedert |
| Kumpchen (LG)                               |                           | Maloje Selenzowo |                                              |
| Lenkeningken (LG)                           |                           |                  |                                              |
| Obehlischken (LG)                           | Schulzenhof               | Selenzowo        |                                              |
| Romanuppen (GB)                             | Ruppen                    | Sawino           | 1928 in die LG Friedensfelde eingegliedert   |
| Schernupchen (LG)                           | Kirschland                |                  |                                              |
| Skungirren (LG)                             | Scheunenort               | Penki            |                                              |
| (Adlig) Wittgirren (GB)                     | Wittgern                  | Belomorskoje     | 1928 in die LG Friedensfelde eingegliedert   |

Aufgrund der Umstrukturierungen gehörten am 1. Januar 1945 noch sieben Gemeinden zu dem – am 13. September 1938 umbenannten – Amtsbezirk Schulzenhof: Eschenhang (russisch: Losowoje), Friedensfelde, Kirschland, Kumpchen (Maloje Selenzowo) (alle nicht mehr existent) sowie Mittenwalde (Rodnikowo), Scheunenort (Penki) und Schulzenhof (Selenzowo).

## Kirche

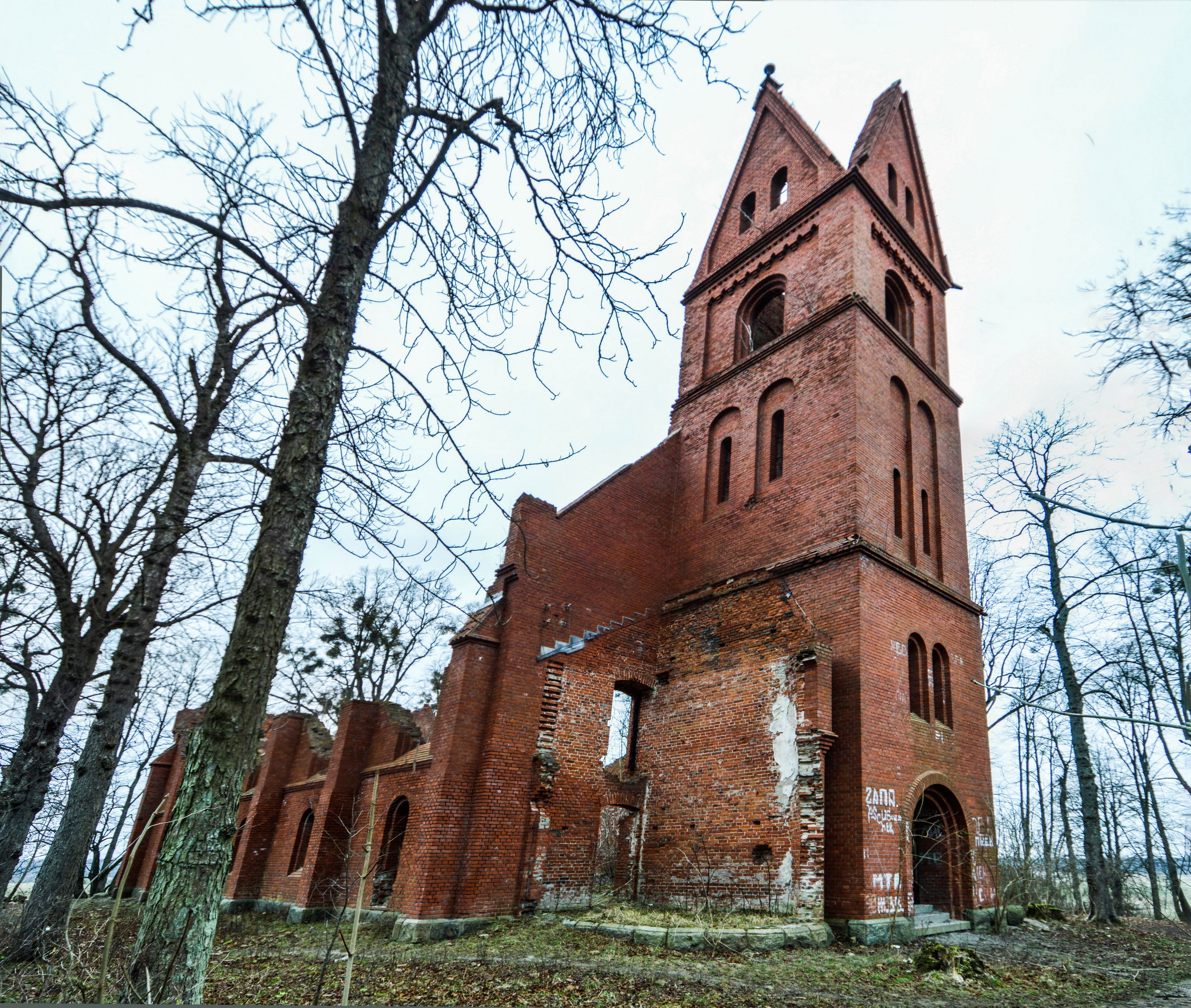
Ruine der Kirche

Siehe Hauptartikel → Kirche Obehlischken

### Kirchengebäude
Im Jahre 1855 wurde nach zehnjähriger Bauzeit in Obehlischken eine evangelische Interimskirche errichtet. Es handelte sich um einen einfachen Fachwerkbau als Verlängerung des Schulgebäudes, so dass sich Kirche und Schule räumlich ergänzten. Am 11. Oktober 1889 schließlich wurde die heute noch in ihren Außenmauern vorhandene – mit eingestürztem Turmdach – neuromanische Backsteinkirche eingeweiht.

### Kirchengemeinde
Im Jahre 1846 wurde in Obehlischken eine selbständige Kirchengemeinde mit zugehörigem Kirchspiel errichtet. Dazu wurden aus den weitflächigen Nachbarkirchspielen der Kirche Norkitten (heute russisch: Meschduretschje) und der Kirche Didlacken (Telmanowo) Orte umgepfarrt. Die Pfarrei war bis 1945 Teil des Kirchenkreises Insterburg in der Kirchenprovinz Ostpreußen der Kirche der Altpreußischen Union.
Heute liegt Selenzowo im Einzugsgebiet der in den 1990er Jahren in Tschernjachowsk (Insterburg) neu entstandenen evangelisch-lutherischen Pfarrgemeinde mit Sitz der Kirchenregion Tschernjachowsk, zugehörig zur Propstei Kaliningrad der Evangelisch-lutherischen Kirche Europäisches Russland.

## Söhne und Töchter des Ortes
- Hermann Dewitz (1848–1890), Entomologe